# René Aerts et Paul Ramon
Également connus sous le nom de Groupe Forum, René Aerts et Paul Ramon sont deux architectes belges actifs de 1950 à 1987. Tous deux diplômés de l'école Saint-Luc à Bruxelles, ils ont surtout travaillé des architectures publiques : hospitalières, scolaires, sportives ou sociales.
Le Groupe Forum était initialement composé de trois architectes, F. Bomaert a collaboré avec eux de 1950 à 1954. De 1978 à 1981, Paul Ramon a été associé à Armand Nandancé, René Aerts souffrant alors d’un cancer qui le tuera quelques années plus tard. À partir de 1982 et jusque 1987, Pierre Ramon s’associe à son père, et reprendra au décès de ce dernier le projet en cours de l’hôpital d’Arlon.

## Les débuts
Leur premier projet commun important fut un concours pour le palais du gouverneur à Kinshasa, en 1952, qu’ils ont gagné avec un projet de style moderniste. Cependant, ce bâtiment ne sera pas construit, et un nouveau concours, gagné par Marcel Lambrichs, sera organisé par la suite et favorisera une architecture éclectique.
Malgré le non-aboutissement de ce projet de concours, il aura contribué au lancement de leur carrière, au cours de laquelle leur production dans le domaine public sera importante.

## Les projets clés

### Collège Jean XXIII
Pour cet établissement scolaire situé à Woluwé-Saint-Lambert, Aerts et Ramon dessinent un long bâtiment à deux niveaux de classes agencées autour de préaux. Ce premier volume (comportant 18 classes) est agrandi par un second (de 12 classes) disposé perpendiculairement au boulevard de la Woluwe un an après. En 1961, les mêmes architectes dessinent un autre bâtiment pour abriter la communauté religieuse et l’administration de l’école. Ce parallélépipède dressé, bâti en 1963, est aujourd’hui dénommé « la tour ». Divers pavillons préfabriqués, à un seul niveau sous toit plat, seront également érigés, ainsi que des salles de gymnastique, l’une en 1966, l’autre en 1968. L’école primaire néerlandophone est dessinée en 1968, année durant laquelle une division s’impose pour cause conflits linguistiques : d’une part, le collège Jean XXIII, francophone, de l’autre, le Sint-Jozefcollege, néerlandophone.
La partie appartenant à l’école francophone a fait l’objet d’une rénovation drastique en 1985. Les préaux et les parties sur pilotis ont été partiellement murées afin d’agrandir les locaux. Les châssis métalliques ont été remplacés par d’autres, à divisions plus larges, modifiant considérablement l’esthétique originelle du bâtiment. La partie dépendant du Sint-Jozefcollege reste toutefois bien conservée.

### Val des Fleurs[3]

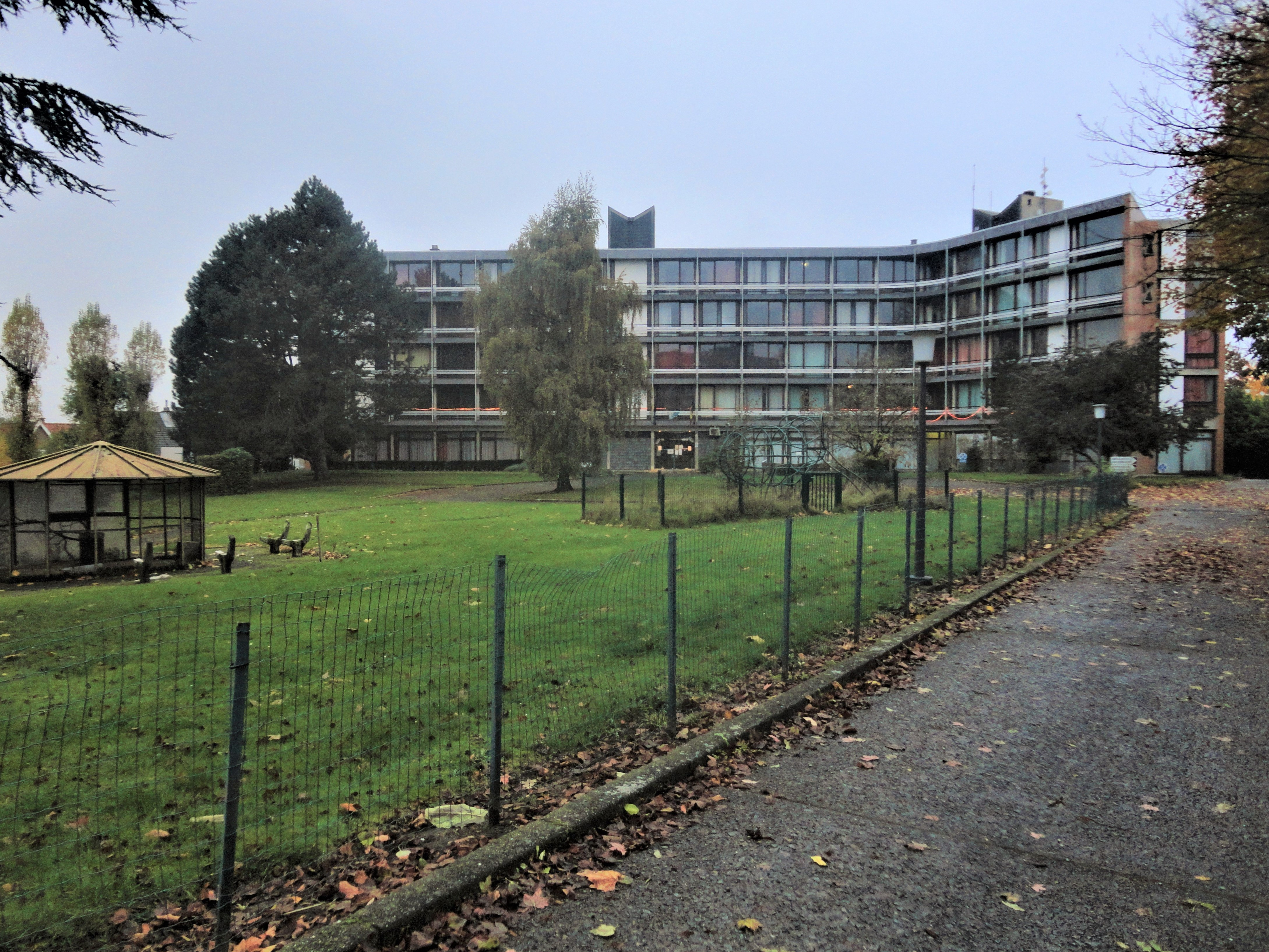
Maison de repos « Val des Fleurs » à Berchem-Sainte-Agathe.

La volonté dans ce projet de maison de repos a été d’offrir un logement décent et une infrastructure fonctionnelle aux personnes âgées, le tout dans un cadre verdoyant dans la commune de Berchem-Sainte-Agathe. L’implantation (1962-1965) a été réfléchie par rapport à une étude de l’ensoleillement, qui est maximisée pour les façades accueillant les chambres et réservant aux locaux de service l’orientation nord. Une ossature en béton apparente donne son caractère au bâtiment et permet l’aménagement de coursives en façade, offrant ainsi des espaces extérieurs supplémentaires et une sécurité en cas d’incendie. Au fil des années, le complexe de la maison de repos du Val des Fleurs sera enrichi d’un centre hospitalier (1970-1974) sur le terrain en vis-à-vis et d’un bâtiment annexe (1972-1979) comprenant un foyer, un espace de restauration et un service d’assistance social.

### Siège du Parti Social-Chrétien[4]
Dans ce projet les architectes ont voulu donner un cachet personnel à une œuvre architecturale destinée à abriter les bureaux d’un parti politique, le Parti Social Chrétien (renommé CDH, centre démocrate humaniste, par après). Ils réalisent pour le bâtiment la première façade en polyester de Belgique ; elle est composée d’éléments préfabriqués de forme organique (rappelant la forme des téléviseurs de l’époque, métaphore d’une certaine publicité politique) armé de fibres de verre.
Les vitrages sont faits de verre Securit et sont fixés au dormant par deux pivots d’acier inoxydable et des joints en néoprène. L’ossature générale, réalisée sur coffrages lisses et laissée apparente, est constituée de treize portiques transversaux en béton armé à trois points d’appui. Au rez-de-chaussée et sous-sol la suppression d’une colonne sur deux a été nécessaire pour respecter le programme. Trois poutres de répartition reprennent les charges et sont fondées sur pieux tubés. Le bâtiment dispose d’un sous-sol, d’un rez et 6 étages, il fait 22,3 m de hauteur. Pour tirer parti du dénivellement du sol, ils ont prévu un logement en duplex pour le concierge, dont les pièces au sous-sol sont éclairées du côté de l’intérieur d’îlot. Du côté rue sont placés les ascenseurs et sanitaires.
En 2006, la façade à rue fut entièrement repeinte aux couleurs du CDH, affichant sur les fenêtres les visages des membres du parti, clin d’œil au thème de la campagne « ma commune a visage humain » de cette année. La façade arrière a cependant été conservée dans son état originel.

### Complexe Sportcity

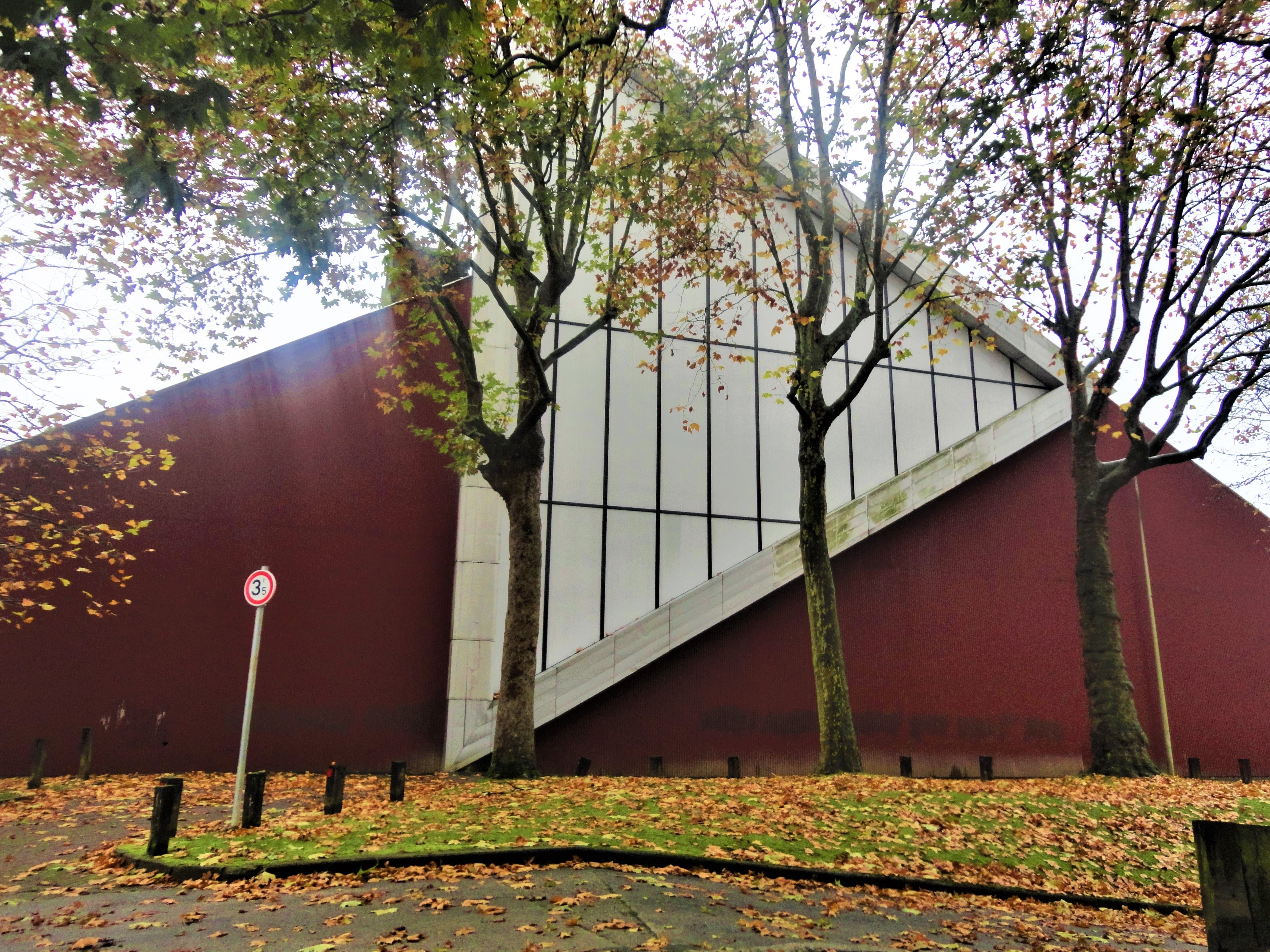
Complexe sportif à Woluwé-St-Pierre.

Aerts et Ramon étaient des architectes à la pointe de la technologie, leurs projets en témoignent, dont le complexe sportif Sportcity à Woluwe, et en particulier sa piscine.
La structure métallique apparente de la toiture est conçue de sorte à pouvoir couvrir qualitativement la portée conséquente qu’exige une piscine, grâce à une forme triangulaire reconnaissable permettant la pénétration de lumière naturelle.
La plus grande innovation technologique du projet se trouve cependant dans la piscine elle-même. Le programme prévoyait une piscine olympique (50 m de longueur) pour l’entraînement de sportifs de haut-niveaux, ainsi que des bassins adaptés aux enfants. La réponse du Groupe Forum fût de rassembler ces deux contraintes en un seul bassin, économisant ainsi des surfaces utiles, grâce à un système de plancher mobile qui permet d’adapter les dimensions de la piscine à son utilisation. En temps normal, deux bassins sont disponibles, dont un à petite profondeur pour les enfants, et lorsque cela est nécessaire, le plancher est abaissé sur toute la surface pour laisser place au bassin olympique.

### Notre-Dame de Stockel

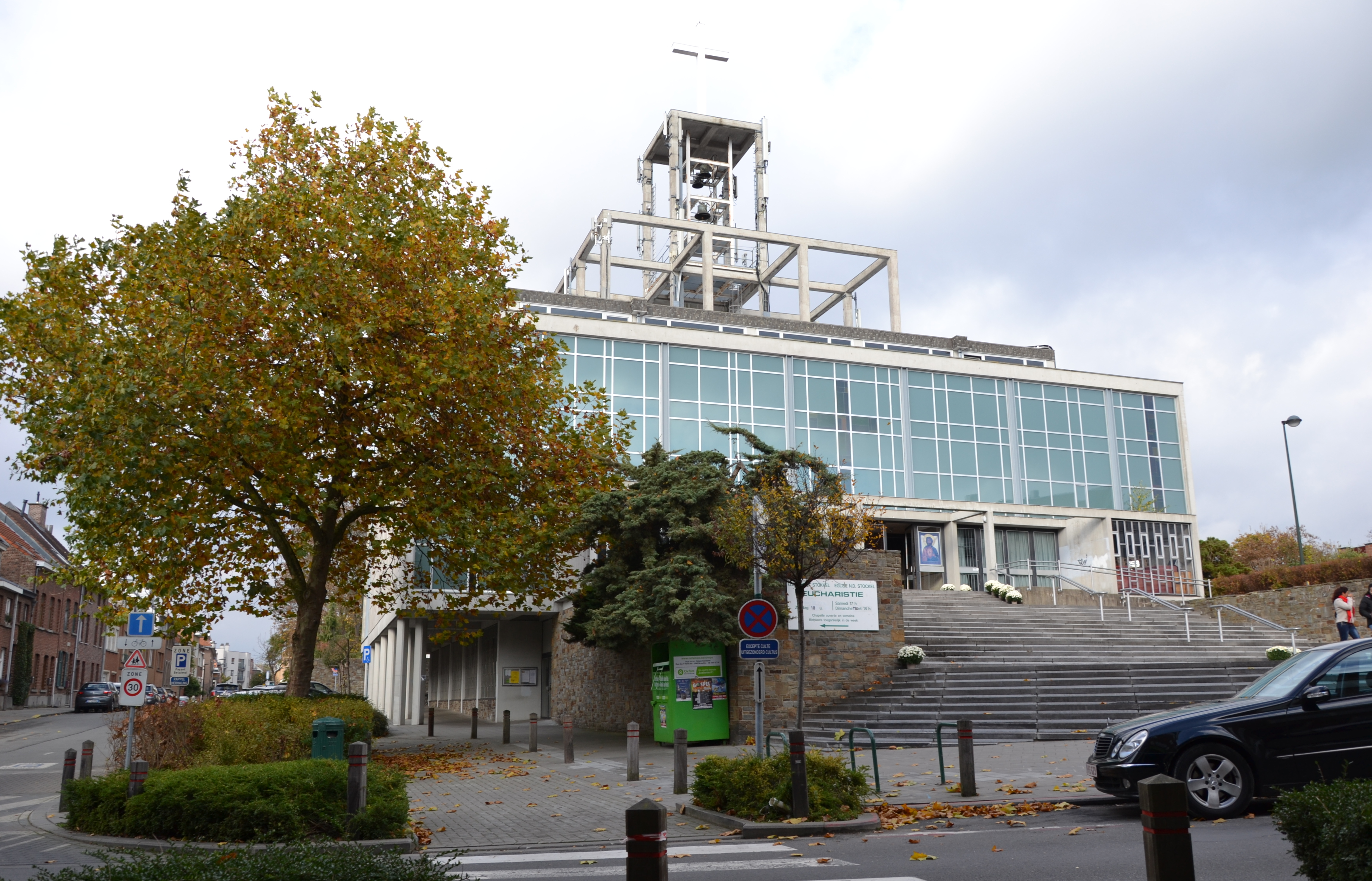
Église Notre-Dame de Stockel (2016).

Il s’agissait pour cette église située en bordure de Bruxelles d’exprimer dans des formes contemporaines l’esprit d’une vieille tradition. Destinée à remplacer l'église du XVIIe siècle, devenue trop petite, elle a été inaugurée en 1962.
Le projet est constitué de trois éléments principaux :
- Parvis : relie le niveau haut du terrain et la rue sur un dénivelé de 4 m.
- Église : composée à partir d’un carré de 33m de côté, dans lequel se trouvent la nef, le chœur et la tribune. Au niveau inférieur se trouvent la chapelle de semaine, la chapelle votive, la chapelle de congrégation avec une bibliothèque liturgique, une cave-remise, des sanitaires et la chaufferie.
- Sacristie : petit bâtiment annexe, où se trouvent un grand local pour le catéchisme et une salle de réunion pour la Fabrique de l’église au niveau inférieur, et la sacristie et une remise à l’étage.

L’ossature en béton armé classique, est apparente. Le socle comporte une série de colonnes rythmées au module de 5 m, des poutres et des dalles pleines. La chapelle de semaine est composée de hourdis nervurés et de colonnes dont l’entraxe est de 10 m.
Les matériaux sont pour la plupart nobles : béton apparent, lisse ou brut de décoffrage non raboté qui compose la structure, moellons pour les murs et pierres bleues ciselées pour les marches du parvis, châssis en acier et aluminium, marbre blanc de carrare pour le podium, bois afzelia et méranti pour les lambris. Les vitraux colorés proviennent du maître verrier Pierre Majerus.
L’aspect particulier de la toiture de l’église ne fait pas partie du projet original qui était surmonté d’une toiture composée de plusieurs entités pyramidales, mais qui n’a jamais été réalisée pour des raisons économiques. Ce que nous pouvons voir aujourd’hui n’est autre que la structure de la toiture initialement projetée.

### Tour du Midi[5],[6]
La Tour du Midi est le résultat de la collaboration de plusieurs architectes, un groupe d’abord dirigé par Yvan Blomme, remplacé par Jean-François Petit et Jean Hendrickx. Ont collaboré les architectes René Aerts et Paul Ramon, Adrien Bressers, A. Van Acker, Marcel Lambrichs et Jean van Dosselaere.
L’idée fut de réaliser une double économie en créant un maximum de surfaces utiles pour un minimum de désagréments et services, cela permet d'obtenir une meilleure rentabilité ainsi qu’un moindre déplacement du personnel. Un dégagement communique directement avec le noyau central comportant les circulations verticales, vestiaires, sanitaires, archives.
Le noyau est le principal élément porteur, un carré de 20m dé côté, permettant ainsi de supprimer les colonnades qui se trouvent classiquement en façade. Des éléments structurels sont placés entre les fenêtres et permettent d’appuyer les cloisons perpendiculaires. Chaque plateau carré, de 38,5 m de côté, est porté par quatre poutres à consoles appuyées sur le noyau, ainsi que quatre poutres périphériques définissant le carré ; les poutres principales s’alternent au fil des étages.
La tour s’élève sur 150 m, 38 étages, reposant sur des fondations en radier (60x60m) dont la face supérieure se trouve 9m sous le niveau de la voirie.

### RTB(F)
Le projet de bâtir un nouveau siège pour la Radiodiffusion-Télévision belge a rassemblé plusieurs architectes, dont Paul Ramon (mais pas René Aerts), aux côtés de Roger Bastin, Paul Felix, M. Jaminon, Stanislas Jasinski, J. Ledoux, W. Marchal, Peeters, Albert Preys et Robert Schuiten. La première pierre a été posée en 1964 et l’emménagement des services de télévision a eu lieu en 1967.
L’ensemble de bâtiments à toitures plates ont été imaginés à modules carrés pyramidaux en béton, pour assurer l’isolation acoustique. À l’intérieur, couloirs à murs de briques peintes et portes de bois clair. Le hall dallé en schiste, les escaliers en granit préfabriqué, à rampe de wengé. Mobilier originel par Knoll international, en grande partie remplacé.
Le site est divisé en deux entités quasi identiques, suivant un axe est-ouest: celle de la VRT au nord, celle de la RTBF au sud. Cet axe est matérialisé par une galerie piétonne qui relie, via une passerelle, les parties avant et arrière du complexe.
La galerie centrale de circulation, bordée sur toute sa longueur de patios dessinés par le paysagiste René Pechère et garnis de sculptures commanditées en 1967: Groei par Van den Brande (marbre de carrare), Sculpture pour chambre bleue par R. Spilliaert (bronze non poli), La rose et l’épine par A. Willequet (bronze), ainsi qu’une statue de F. Roulin (bronze non poli). À l’intérieur de la galerie, compositions en céramique par Van Hoeydonck, commandées en 1972. Dans le hall d’entrée, toiles de G. Collignon. Dans l’une des cages d’escalier, Chimigramme par Pierre Cordier.
Les bâtiments principaux, dotés de façades plastiques, sont en béton lisse et répètent un même module percé de trois fenêtres à châssis affleurant et délimités par des sortes d’arceaux rectangulaires préfabriqués, en béton blanc. Au 3e bâtiment, à l’arrière du complexe, ces arceaux sont reliés par des panneaux de polyester gris servant de pare-soleil. Les façades du bâtiment central, celui à 12 niveaux, sont constituées de modules de fenêtre saillants en polyester. À chaque niveau, les poutrelles en béton des plateaux font saillie, recouvertes d’un cabochon de même matériau. Haute balustrade d’attique métallique. Contre les faces latérales, des avant-corps abritant les cages d’escalier.
Dans les ailes qui relient les bâtiments 1 et 2, les deux premiers patios longitudinaux sous verrière sont agrémentés d’une composition en mosaïque de Folon et d’une œuvre de Mara. Le 3e patio est extérieur, orné de grandes peintures par Paul de Gobert.
La Tour, en béton armé de 89 mètres de haut, sur fondation de 9 mètres de profondeur, se compose d’un fût de plan carré à pans concaves et d’une superstructure circulaire à assise en cône inversé portant un dôme tronqué par deux plateaux hérissés d’antennes. La tour est le résultat d’une prouesse technique : le fût a été édifié par coffrage grimpant et la superstructure de 5 000 tonnes, réalisée au sol, hissée par câblages. Elle a été objet de cinq projets différents, notamment celui de Aerts et Ramon, depuis 1963. Le dernier, conçu en 1977 par Roger Bastin a été construit quatre ans plus tard.

### Le Merlo

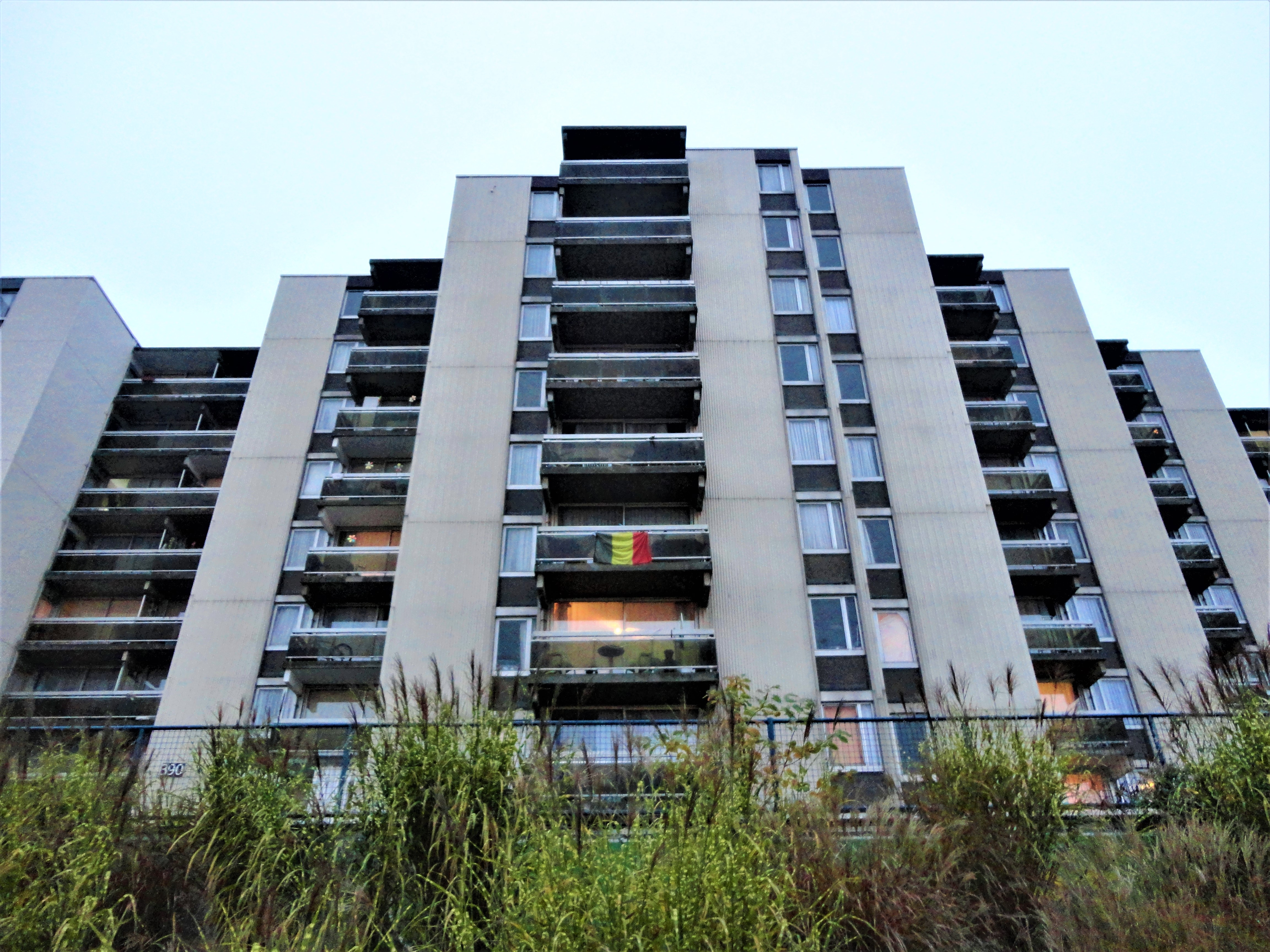

Le défi était de concevoir le plus grand nombre de logements avec le minimum de longueur de bâtiment, de manière à l’implanter conformément aux limites d’édification permises. Dans un article à propos du logement, et en particulier des logements sociaux, rédigé par Paul Ramon, mais non publié, on retrouve la plupart des principes ayant guidé la conception de l’immeuble du Merlo.
Les axes principaux en sont :
- Chaque appartement dispose d’un espace extérieur sous forme de terrasses,
- Les circulations verticales sont multipliées afin de minimiser les surfaces de couloirs/coursives et de permettre d’offrir des appartements traversants aux habitants,
- Le bâtiment est entouré d’espaces verts qualitatifs, utilisables par les habitants de l’immeuble mais également ceux du voisinage[7].La structure est faite d’un système modulé, pour une économie de moyens, avec l’utilisation du béton banché par coffrage tunnel. Certaines parties sont bardées de profilés d’aluminium pré-laqué comprenant l’isolation thermique, matériau récemment mis sur le marché au moment de la construction.

Le projet a été construit en deux phases, la première de 169 logements sur 9 niveaux plus un parking souterrain, et la seconde l’agrandissant de 143 logements, toujours sur 9 niveaux plus le parking souterrain.

## Liste non exhaustive de projets à Bruxelles
- Maison personnelle de Paul Ramon. 1950.
- École coloniale et bureaux. Rue de Washington 40, Ixelles. 1954-58[8],[9],[10].
- Collège Jean XXIII. Boulevard de la Woluwé 18-26, Woluwé-Saint-Pierre. 1958-70[2].
- Église Notre Dame de Stockel. Rue de l’église, Woluwé-Saint-Pierre. 1958-67[11],[12],[13]
- Tour du Midi. Avenue Paul-Henry Spaak 2-4, Saint-Gilles. 1961-1967[14],[5],[6].
- Maison de repos « Val des Fleurs ». Avenue de Selliers de Moranville, Berchem-Sainte-Agathe. 1962-64[15].
- RTBF. Boulevard Auguste Reyers 52, Schaerbeek. 1962-81.
- Centre Démocrate Humaniste. Rue des Deux Églises 41, Bruxelles. 1964-68.
- Commerces et bureaux. Avenue Louise 428-432, Bruxelles. 1969-72[16].
- Centre Hospitalier « Val des Fleurs ». Avenue de Selliers de Moranville 91, Berchem-Sainte-Agathe. 1970-74.
- INAMI (Institut National d’Assurance Maladie-Invalidité). Avenue de Tervuren 211, Woluwé-St.Pierre. 1974.
- Complexe Sportif Sportcity. Woluwé-Saint-Pierre. 1975. Le Merlo. Chaussée de Neerstalle 392, Uccle. 1975-83.
- Foyer des sourds-muets. Rue de la Charrette 15, Woluwé-Saint-Lambert. 1978.
- Annexe « Val des fleurs ». Avenue de Selliers de Moranville 120, Berchem-Sainte-Agathe. 1979.
- Maison de repos. Rue des Hannetons 50, Watermael-Boitsfort.1980[17].
- Centre de Revalidation Valida. Avenue Josse Goffin 180. Berchem-Sainte-Agathe. s.d.
- Foyer Schaerbeekois. Rue Adolphe Marbotin 22, Schaerbeek. s.d[18].

## Liste non exhaustive de projet hors Bruxelles
- Le Palais du Gouverneur à Kinshasa. 1952.
- Hôpital Saint Joseph. Arlon. 1999.
- Athénée Royal Folon. Chaussée des Nerviens 25, 1300 Wavre. 1981-83.
- Piscine couverte. Lessines.
- Centre sportif. Rhode-Saint-Genèse.
- Piscine à Erpent. (non construit)

## L’Afrique
Après le concours pour le palais du gouverneur à Kinshasa, d’autres projets pour des capitales africaines telles que Nairobi, encore colonie anglaise, ont été développés mais sont restés sans suite.

## L’Espagne
Dans les années 1980, leur activité s’est déplacée vers l’Espagne. Ils ont fortement contribué à l’urbanisation de certaines cités balnéaires en plein essor à cette époque, en particulier la ville de Las Chapas.

## Textes et publications
Leurs travaux ont pour certains été publiés dans des revues d’architecture/ingénierie belges de l’époque, tels que La Maison ou La Technique des Travaux,, (publication de septembre-octobre 1966, novembre-décembre 1966, juillet-aout 1968). Un journaliste en particulier, L. Novgorodsky, rédige la majorité de ces articles.
Ils auront également écrit, principalement Paul Ramon, mais sans être publiés (hypothétiquement à cause de l’opposition entre Saint-Luc et La Cambre, qui contrôlait la plupart des publications). Leurs principaux sujets d’intérêt sont le logement social, les infrastructures hospitalières, l’éducation, ou encore les techniques modernes de construction.